# Morituris
Pour plus de détails, voir Fiche technique et Distribution.
Morituris est un film d'épouvante fantastique italien réalisé par Raffaele Picchio et sorti en 2011. Le film a été présenté en première mondiale le 30 juillet 2011 au Festival Fantasia de Montréal et s'inspire du massacre du Circeo, au cours duquel trois jeunes hommes ont enlevé, puis violé et torturé deux jeunes femmes sur une période de deux jours. En raison de la brutalité qu'il met en scène, le film a été interdit en Italie jusqu'en 2021.

## Synopsis
En 73 av. J.-C., à Rome, les gladiateurs se révoltent contre les conditions de vie qui leur sont imposées, mais cinq d'entre eux deviennent fous, ce qui entraîne une série de raids, de viols et de violences contre la population. Spartacus décide alors de les punir et les fait exécuter. Mais les cinq gladiateurs reprendront du service en 2011 lorsque trois garçons romains, sous prétexte de les accompagner à une rave party, violeront deux touristes étrangères à l'endroit même où ils ont été enterrés.

## Fiche technique
- Titre original italien : Morituris[2]
- Titre français : Morituris ou Legions of the Dead
- Réalisateur : Raffaele Picchio
- Scénario : Tiziano Martella, Raffaele Picchio, Gianluigi Perrone
- Photographie : Daniele Poli
- Montage : Daniele Martinis
- Musique : Riccardo Fassone
- Effets spéciaux : Sergio Stivaletti
- Production : Vincenzo Manzo, Gianluigi Perrone, Raffaele Picchio, Pierpaolo Santagostino
- Société de production : Fingerchop Movie Production
- Pays de production :  Italie
- Langue originale : italien
- Format : Couleurs - 2,35:1
- Durée : 83 minutes
- Genre : Film d'épouvante fantastique
- Dates de sortie :
  - Italie : 3 juin 2011 ; 18 février 2014 (DVD)
  - Canada : 30 juillet 2011 (Festival Fantasia de Montréal)
  - France : 6 avril 2012 (Festival mauvais genre) ; 18 février 2013 (DVD)

## Distribution
- Valentina D'Andrea
- Andrea De Bruyn
- Désirée Giorgetti
- Francesco Malcom
- Giuseppe Nitti
- Simone Ripanti

## Production
Le film devait sortir dans certains cinémas italiens à partir du 19 novembre 2012. Cependant, la distribution du film n'a pas pu avoir lieu car la Commission de contrôle des films a refusé l'autorisation de sortie. Le motif du refus est le suivant :

« La Commission de contrôle des films, après avoir visionné le film, exprime à l'unanimité son avis contre l'octroi d'une autorisation de projection publique en raison de l'atteinte à la décence, c'est-à-dire des actes de violence et de perversion sur les femmes, motivés par le goût de la surpuissance et l'ivresse de sa propre force renforcée par la consommation d'alcool et de drogues. Par ailleurs, les "justiciers" s'attaquent aussi bien aux garçons, coupables de violence et de sadisme, qu'aux filles, victimes de cette même violence. Enfin, une souris est utilisée comme objet sexuel dans les actes de violence perverse. La Commission considère donc ce film comme un essai de perversité et de sadisme gratuits »

— Les raisons officielles de la censure du film d'horreur indépendant de Raffaele Picchio
Il s'agit du premier cas de censure cinématographique en Italie depuis 14 ans : en effet, avant Morituris, le dernier film bloqué par la censure était Totò qui vécut deux fois, en 1998. Pendant dix ans, Morituris n'a pu être projeté en Italie que dans le cadre de festivals du film, car il n'est alors pas nécessaire d'obtenir une autorisation de projection, mais pas dans les salles de cinéma normales. Le réalisateur, quant à lui, a déclaré à ce sujet que son film se voulait une métaphore surréaliste du Mal absolu, comparable à l'explosion d'une bombe atomique qui ne laisse aucune chance à personne.
À l'étranger, le film est sorti en DVD en France, en Finlande, au Danemark et au Japon dans une version non coupée, et en Allemagne dans une version censurée.
Le 18 février 2014, le DVD du film est finalement sorti en Italie.
Il s'agit donc du dernier film censuré en Italie avant l'abolition totale de la censure cinématographique en Italie en 2021.